# يوجين (اسم)
يوجين (بالإنجليزية: Eugene)‏ هو اسم علم مذكر مشتق من اليونانية εὐγενής أو النبيل أو كريم الأصل. وهي مشتقة من εὐ وتعني جيد أو طيب، وγενής وتعني أصل أو عرق، واسم جين Gene هو التصغير الشائع للاسم.